# Binnen-Hebriden
De Binnen-Hebriden, Schots-Gaelisch: Na h-Eileanan a-staigh, Engels: Inner Hebrides, zijn een groep eilanden voor de westkust van Schotland, die samen met de Buiten-Hebriden de Hebriden vormen. Zij liggen van dicht bij de kust met Schotland tot 60 km de Atlantische Oceaan in en ten zuidoosten van de Buiten-Hebriden. De bevolking op de Binnen-Hebriden, vooral op Skye, is naar Britse begrippen zeer religieus. Een groot deel van de bevolking is lid van de Free Church of Scotland, de Associated Presbyterian Churches, de Free Church of Scotland (Continuing) en de Free Presbyterian Church of Scotland.
Hieronder volgt een lijst van eilanden, die bij de Binnen-Hebriden horen. De Binnen-Hebriden worden in twee groepen onderverdeeld. 
De Binnen-Hebriden - Noordelijke eilanden, die bestuurlijk tot het raadsgebied Highland behoren :
- Skye
- Raasay
- Scalpay
- Rona

De Kleine eilanden
- Canna
- Eigg
- Fladda-chùain met
  - Gaeilavore
  - Am Bord
  - Thon Eilean
  - Gearran)
- Muck
- Rum
- Soay
- Stac a' Mheadais
- Trodday

De Binnen-Hebriden - Zuidelijke eilanden, die bestuurlijk tot het raadsgebied Argyll and Bute behoren :
- Coll
- Colonsay
- Iona
- Islay
- Jura
- Mull
- Oronsay
- Staffa
- Tiree
- Ulva